# Gömörsíd
Gömörsíd (Síd, szlovákul: Šíd) község Szlovákiában, a Besztercebányai kerületben, a Losonci járásban.

## Fekvése
Fülektől 4 km-re, keletre fekszik.

## Története
A települést 1365-ben „Seed” néven említik először, de keletkezése a 11. századra tehető. Neve a régi magyar séd főnévből származik, ami patakot jelent. 1427-ben „Syd” néven a Jolsvay család birtoka. Később a Rátold nemzetségé, majd a 16. századtól a Bebekeké. A 17. században a Wesselényi családé, a 18. században pedig a Koháryaké és másoké. A 17. és 18. századi harcok és járványok hatására lakosainak száma ekkor jelentősen visszaesett. 1828-ban 51 házában 461 lakos élt, akik mezőgazdasággal, szőlőtermesztéssel foglalkoztak.
Vályi András szerint: „SID. Magyar falu Gömör Várm. földes Urai több Uraságok, lakosai külömbfélék; határja középszerű.”
Fényes Elek szerint: „Sid, magyar falu, Gömör és Kis-Honth egyesült vgyékben, Fülekhez egy kis órányira, 461 kath., 15 evangel. lak. Hegyes határa, szőlőhegye, s jó savanyúviz-forrása van. F. u. többen."
Gömör-Kishont vármegye monográfiája szerint: „Sid, a miskolcz-füleki vasútvonal mentén fekvő magyar kisközség, 93 házzal és 522, nagyobbára róm. kath. vallású lakossal. 1427-ben a Jolsvai György birtoka. Ez időtájt nevét Syd, 1431-ben pedig Seed alakban említik. Későbbi birtokosai a Czebrián és a Berchthold grófi családok, a br. Mattenkleid, Fulkusházy, a Hanvay, Záborszky és a Máriássy család, most pedig Alitisz Miklósnak, gr. Czebrián örököseinek és Okolicsányi Gáspárnak van itt nagyobb birtokuk. A községben három régi kúria van. Az Alitisz Miklósét még a báró Mattenkleid család építtette, az Okolicsányiét a Fulkusházy család, a harmadikat pedig, mely most a sidi közjegyzői köré, a Záborszki család. A falu határában savanyúvíz forrás van. Róm. kath. temploma 1897-ben épült. Van itt vasúti megállóhely, a község postája pedig Fülek, távírója meg Ajnácskő. Ide tartozik Fürdőház és Árnyék puszta."
Trianon előtt Gömör és Kishont vármegye Feledi járásához tartozott, azután Csehszlovákia része lett. 1938 és 1944 között ismét Magyarország része. 1944 szeptemberében itt lépték át a szlovák-magyar határt és szállták meg rövid időre a falut a Petőfi Sándor partizánosztag katonái. A párizsi békeszerződések (1947) ismét visszacsatolták, majd Csehszlovákia felbomlásakor, 1993-ban Szlovákia örökölte meg.
Határában kő és homokbánya működik.

## Népessége
| Év:            | 1994. | 2004.   | 2014.    | 2024.    |
| -------------- | ----- | ------- | -------- | -------- |
| Emberek száma: | 1082  | 1135    | 1284     | 1431     |
| Eltérés:       |       | +4,89 % | +13,12 % | +11,44 % |

| Év:            | 2023. | 2024.   |
| -------------- | ----- | ------- |
| Emberek száma: | 1429  | 1431    |
| Eltérés:       |       | +0,13 % |

1910-ben 748, túlnyomórészt magyar anyanyelvű lakosa volt.
2001-ben 1162 lakosából 837 magyar, 202 cigány és 107 szlovák.
2011-ben 1227 lakosából 1025 magyarnak, 114 szlováknak és 24 cigánynak vallotta magát.
2021-ben 1329 lakosából 661 (+153) magyar, 191 (+19) szlovák, 315 (+199) cigány, 11 egyéb és 151 ismeretlen nemzetiségű volt.

## Neves személyek
- Itt született 1922-ben Szilágyi Ida magyar festőművész, tanár.

## Nevezetességei

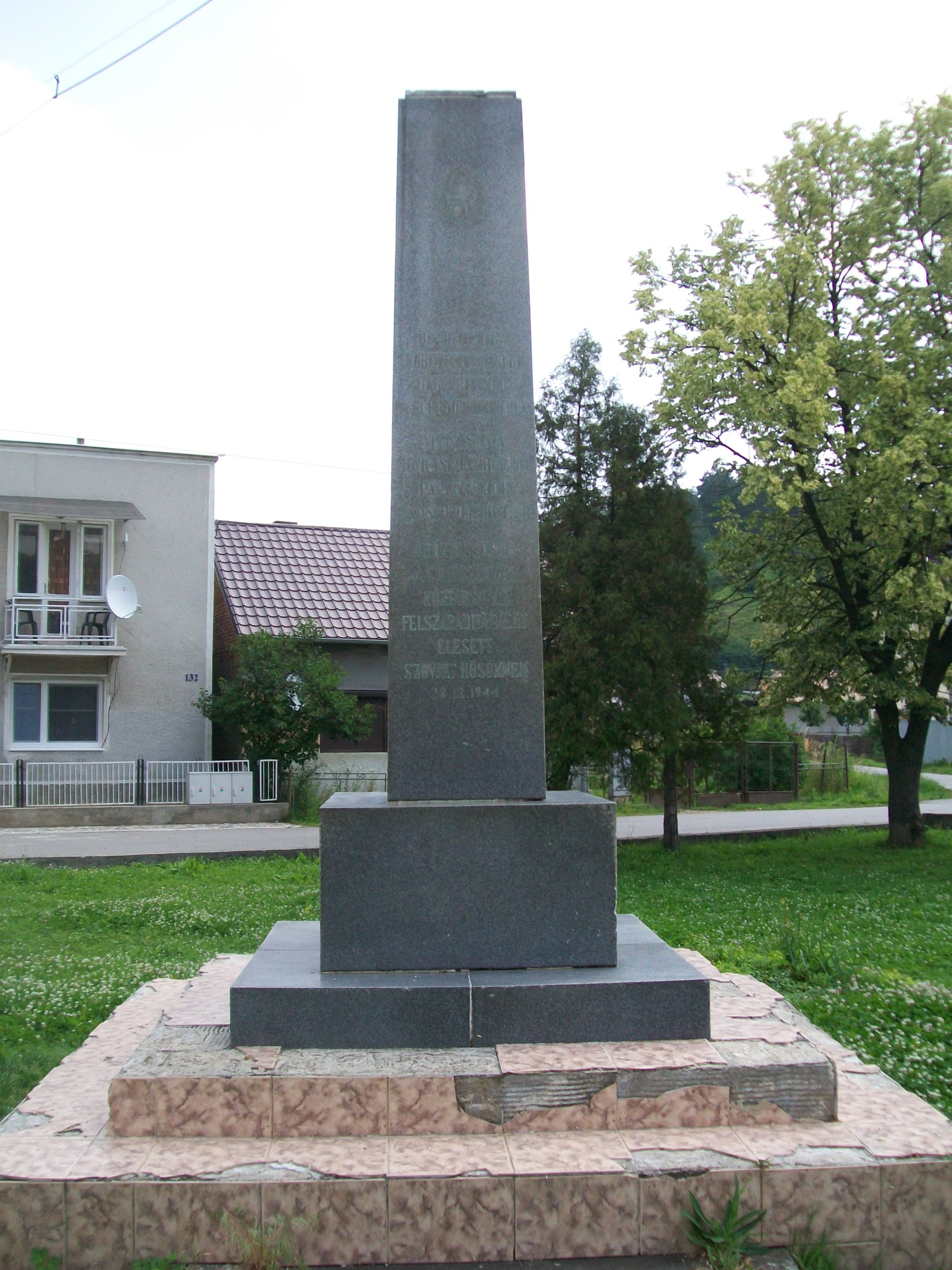
Emlékmű, felirata: A Síd felszabadításakor elesett szovjet hősök emlékére, 1944. dec. 28.
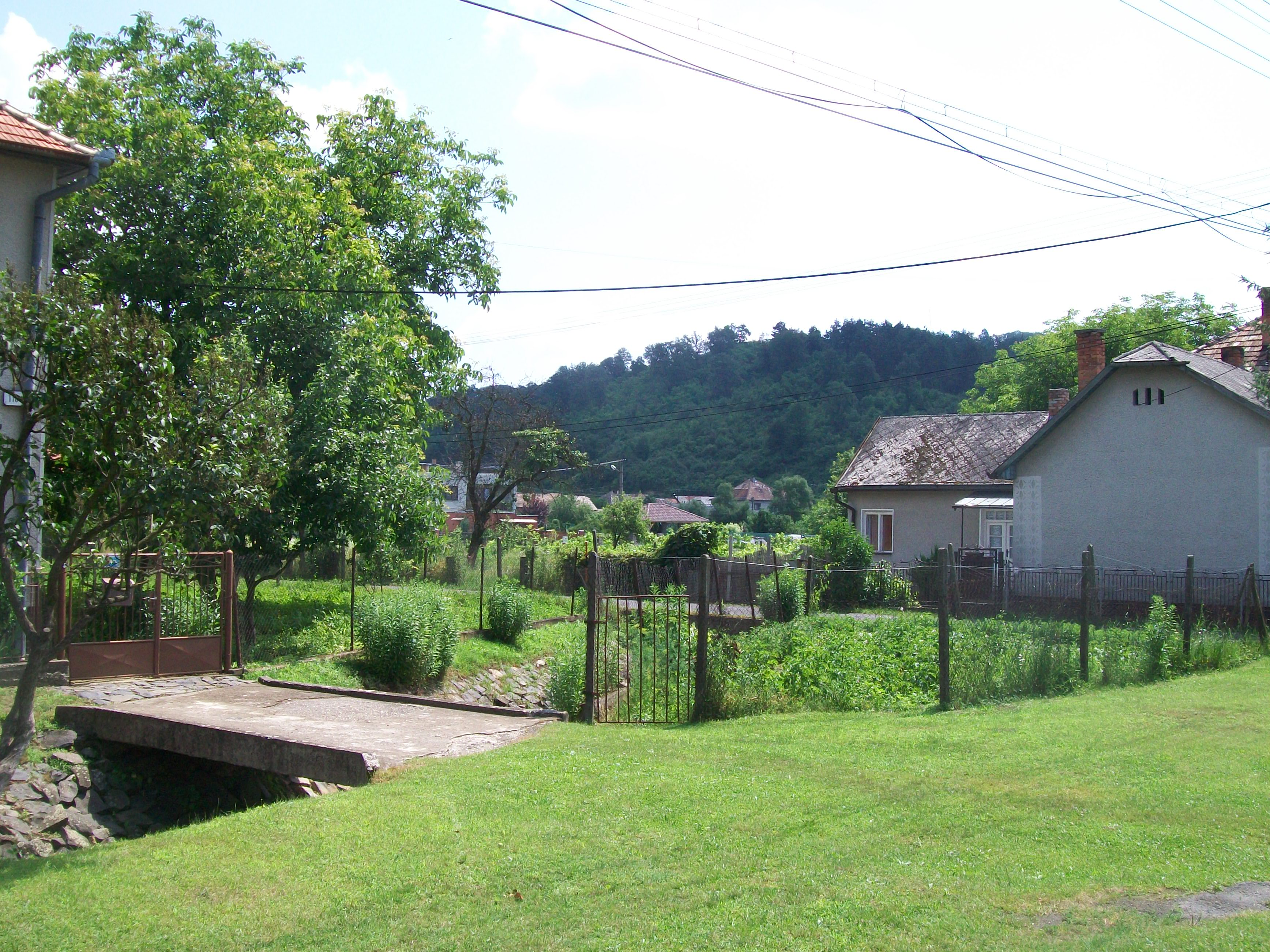
A faluzug

- Szűz Mária Neve tiszteletére szentelt, római katolikus temploma 1897-ben épült.
- A Záborszky család klasszicista kúriája 1890-ben épült, ma a községháza van benne.
- Határában vasas ásványvízforrás ered (amiről a település a nevét kapta).
- A község a környező hegyekbe menő túrautak kiindulópontja.
- 2012-ben 1 MW-os, napelemes naperőmű létesült a falu külterületén.